# Antisocial personlighetsstörning
Antisocial personlighetsstörning, eller antisocialt personlighetssyndrom (förkortat ASPD eller APD), vardagligt sociopati (se avsnitt), karaktäriseras av en grundläggande bristande respekt för andra människors rättigheter, bristande förmåga att känna skuld och av att inte bry sig om sociala normer (antisocialt beteende). Syndromet är varaktigt och ingår i DSM-5:s "kluster B". Psykopati, som inte är en egen diagnos i DSM-5 eller ICD-10, anses ofta vara en svår variant av antisocialt personlighetssyndrom. En samsjuklighet med narcissistiskt personlighetssyndrom, som också ingår i kluster B och som kännetecknas av en grandios uppfattning att vara en "undantagsmänniska", är vanlig.
Människor med antisocialt personlighetssyndrom visar brist på ångerkänslor och empati. Detta visas i likgiltighet efter att ha sårat, stulit från, eller svikit någon. De är ofta manipulativa och impulsiva och har också svårt för ansvar och planering. Antisocialt personlighetssyndrom är tre gånger så vanligt hos män som hos kvinnor. Syndromet är starkt förknippat med en tidigare uppförandestörning eller så kallade callous-unemotional traits under barndomen. Generellt är prognosen inte ljus men mentaliseringsterapi (MBT) kan ha viss effekt.

## Diagnos (DSM-5)
För att diagnos ska kunna ställas behöver patienten vara minst 18 år och uppfylla minst tre av följande symptom:
- Oföljsamhet när det gäller att följa lagar eller sociala normer, vilket kan yttra sig t.ex. genom upprepade lagmässiga överträdelser.
- Bedrägligt beteende, exempelvis genom ett kontinuerligt användande av lögner, falska identiteter eller bedrägerier för egen vinning, nöjes eller njutnings skull.
- Irritabilitet och aggressivitet, exempelvis genom att upprepat misshandla andra eller hamna i bråk.
- Hänsynslöst beteende som kan äventyra säkerheten för andra människor.
- Oansvarighet, exempelvis gentemot arbetsgivare eller de ekonomiska förpliktelser personen har.
- Brist på ånger efter att ha skadat eller sårat andra människor.

Symptomen måste ha uppkommit före 15 års ålder, vidare får de inte heller ha en koppling till schizofreni eller bipolär sjukdom.

## Orsaker
Tvillingstudier och adoptionsstudier har visat att det finns en signifikant genetisk komponent i uppkomsten av antisocial personlighetsstörning. Med det menas inte att det finns en specifik genuppsättning som predisponerar störningen, utan den uppstår i en komplex interaktion mellan gener och social miljö. 
Forskning har också undersökt neurobiologiska skillnader som kan ge upphov till störningen. Några generella hjärnskador har man inte hittat; patienterna får lika bra poäng på neuropsykologiska tester som genomsnittsindividen. Två mer specifika hypoteser har i stället fått en del uppmärksamhet: "underarousal"-hypotesen, som menar att dessa patienter är kortikalt understimulerade, och därför behöver bete sig på extrema sätt, och oräddhetshypotesen, som menar att de har en högre tröskel för att uppleva rädsla. 
Psykosociala orsaksfaktorer såsom uppfostran är också relevanta, ett barn som fått sin vilja igenom genom att bråka kan utveckla trotssyndrom eller uppförandestörningar som i vuxen ålder kan övergå till en antisocial personlighetsstörning.

## Sociopati
Sociopati är ett begrepp som tidigare använts medicinskt för antisocial personlighetsstörning, och används till del fortfarande i länder som USA. Sociopati anses numera som ett av den så kallade politiska psykiatrins mest kontroversiella begrepp och i Sverige betraktas uttrycket numera som både ovetenskapligt och föråldrat.[källa behövs] Den svenske psykiatriprofessorn Jan-Otto Ottosson skrev 1983: "Den äldre beteckningen 'psykopatisk' föredras framför den nyare 'sociopatisk', som är mer värderingskänslig".

## Begreppets historia
Dagens begrepp som "sociopati", "psykopati" eller "antisocial personlighetsstörning" har sina rötter hos såväl tyska, franska, engelska som amerikanska psykiatriker som byggt vidare på Prichards (1835) ”moral insanity”. Detta begrepp kan ses såväl moralistiskt som med en nedsättande betydelse. Man kan säga att tysken Kurt Schneider (1923) lade grunden för den annars typiskt engelsk-amerikanska vinklingen av psykopati, den som kallas sociopati med sin formulering: ”De abnorma personligheter som lider av sin abnormitet eller åstadkommer skada i samhället”. Sannolikt var det Schneiders arbete som stimulerade amerikanen G. E. Partridge att 1930 föreslå termen sociopati. Man kan jämföra sociopat i betydelsen ”förstörd av samhället” och dess konsekvens ”förstör samhället”. Under 1930-talet utvecklades i USA en alltmer miljöpräglad syn på uppkomsten av psykopati, och termen sociopati passade då bättre in.
I DSM-I (1952) valde man att se sociopati som en psykisk sjukdom men uppfattningarna har sedan under årens lopp växlat beträffande sociopatens ansvarsförmåga. Ibland har sociopaten setts som en undergrupp till antisociala eller aggressiva psykopater. I DSM-II (1968) infördes så istället diagnosen antisocial personlighetsstörning. I DSM-III exkluderades denna vid psykisk utvecklingsstörning och schizofreni. Detta protesterade rättspsykiatriker mot, varvid DSM-III-R kom att medge att psykisk utvecklingsstörning och schizofreni kan föreligga vid några sidor hos antisocial personlighetsstörning, som nedsättningar i arbetsförmåga och föräldraskap – men enbart om det föreligger ett tydligt antisocialt beteende. Från psykodynamiskt håll har kritiken mot DSM tidvis varit hård. ”DSM bortser från psykodynamiska orsaksfaktorer, funktioner på olika utvecklingsnivåer och den dynamiska jämvikt som finns mellan symptom och personlighet. DSM kan inte heller förklara det spektrum som finns från patologiska till normala reaktioner på stress” (Lichtman, 2008). I DSM-IV sades den väsentliga egenskapen hos antisocial personlighetsstörning vara ett bestående mönster av likgiltighet för och brott mot andras rätt. Störningen ska ha börjat i barndomen eller den tidiga adolescensen och fortsätta upp i vuxenlivet. Det antisociala beteendet får då inte enbart inträffa vid samtidig schizofreni eller under en manisk episod vid bipolär sjukdom. Men inte heller där känner sig psykodynamiker till freds. DSM-5 anses fortfarande alltför centrerad kring yttre beteenden och missar känslodynamiken (Cain m.fl. 2008).
Då man redan i den första versionen av DSM (1952) valde att byta ut ordet psykopat mot sociopatisk personlighet, konstaterades samtidigt att sociopati skulle ses som en psykisk sjukdom (mental illness) (Slovenko, 1999). Störningen anses börja i barndomen eller i tidiga tonår och fortsätter in i vuxen ålder. Men det mönstret kallas omväxlande för psykopati, sociopati eller dyssocial personlighetsstörning (DSM-IV, sid 645 i den eng. upplagan).